# Dicranota carbo
Dicranota carbo är en tvåvingeart som beskrevs av Starý 1998. Dicranota carbo ingår i släktet Dicranota och familjen hårögonharkrankar. Inga underarter finns listade i Catalogue of Life.